# Theódoros Chatziantoníou
Pour les articles homonymes, voir Théodôros.
Theódoros Chatziantoníou (en grec moderne : Θεόδωρος Χατζηαντωνίου), souvent appelé Thódoros Chatziantoníou (Θόδωρος Χατζηαντωνίου) ou Thodorís Chatziantoníou (Θοδωρής Χατζηαντωνίου), est un joueur grec de volley-ball né le 16 mars 1974 à Thessalonique. Il mesure 2,04 m et joue central.

## Clubs
| Club                  | Pays  | De        | À         |
| --------------------- | ----- | --------- | --------- |
| Orfeas Ilioupolis     | Grèce | 1987-1988 | 1991-1992 |
| Esperos Thessaloniki  | Grèce | 1992-1993 | 1992-1993 |
| Panathinaikos Athènes | Grèce | 1993-1994 | 1997-1998 |
| Iraklis Salonique     | Grèce | 1998-1999 | 1998-1999 |
| AEK Athènes           | Grèce | 1999-2000 | 1999-2000 |
| Panathinaikos Athènes | Grèce | 2000-2001 | 2003-2004 |
| Olympiakos Le Pirée   | Grèce | 2004-2005 | …         |

## Palmarès
- Championnat de Grèce (3)
  - Vainqueur : 1995, 1996, 2004

- Coupe de Grèce (2)
  - Vainqueur : 2003, 2010